# The Book of Souls World Tour
The Book of Souls World Tour – trasa koncertowa grupy Iron Maiden, promująca szesnasty album studyjny The Book of Souls. Objazd świata rozpoczął się 24 lutego 2016 na Florydzie, zaś zakończył 22 lipca 2017 roku na nowojorskim Brooklinie. W ramach trasy grupa wystąpiła na sześciu kontynentach świata w 39 państwach, w tym po raz pierwszy w Salwadorze, na Litwie oraz w Chinach. Zespół wraz z ekipą techniczną podróżował w specjalnie przygotowanym samolocie typu Boeing 747-400, nazywanym tradycyjnie Ed Force One. W roku 2016 zespół dał 72 koncerty, w tym jedne z najbardziej spektakularnych występów festiwalowych i stadionowych. W związku z ogromnym zainteresowaniem, zespół przedłużył trasę na kolejny rok (2017), dając serię 13 koncertów w największych brytyjskich arenach, odwiedzając Niemcy oraz Belgię oraz anonsując 25 letnich koncertów w Ameryce Północnej, na tamtejszych arenach sportowych i amfiteatrach o pojemności ponad 20 tys. miejsc. Zainteresowanie koncertami zabukowanymi na rok 2017 okazało się tak duże, że w kilku przypadkach podwajano daty trasy. Potężna trasa promująca wspomniany album dobiegła końca 22 lipca 2017 roku, po dwóch koncertach na Brooklynie, w hali Barclays Center. Ostatecznie w ramach koncertów z cyklu „The Book of Souls World Tour 2016/17” muzycy zagrali 117 razy na sześciu kontynentach, w 39 krajach, przyciągając około 3,2 mln widzów (w tym 550 tys. uczestników specjalnej transmisji live z Wacken Open Air). Średnio w każdym ze spektakli uczestniczyło ponad 27 tys. osób, przy czym aż 74 występy zabukowano w arenach widowiskowo–sportowych.

## Przygotowania
Plany trasy musiały zostać przesunięte na rok 2016, aby wokalista Bruce Dickinson mógł w pełni odzyskać siły po walce z guzem nowotworowym zlokalizowanym u nasady języka. Tournée zostało ogłoszone 25 sierpnia 2015, do informacji publicznej podano wiadomość, że zespół odwiedzi 36 państw w Północnej i Południowej Ameryce, Japonię, Chiny, Nową Zelandię, Australię oraz Republikę Południowej Afryki a następnie aż do sierpnia będzie koncertować w Europie.
Daty dzienne poszczególnych koncertów zostały ogłoszone 14 września 2015. 1 października opublikowano dzienne daty koncertów w USA i Kanadzie, z zaznaczeniem, że występ w Fort Lauderdale będzie inaugurował trasę, dodano również kolejny koncert w Los Angeles.

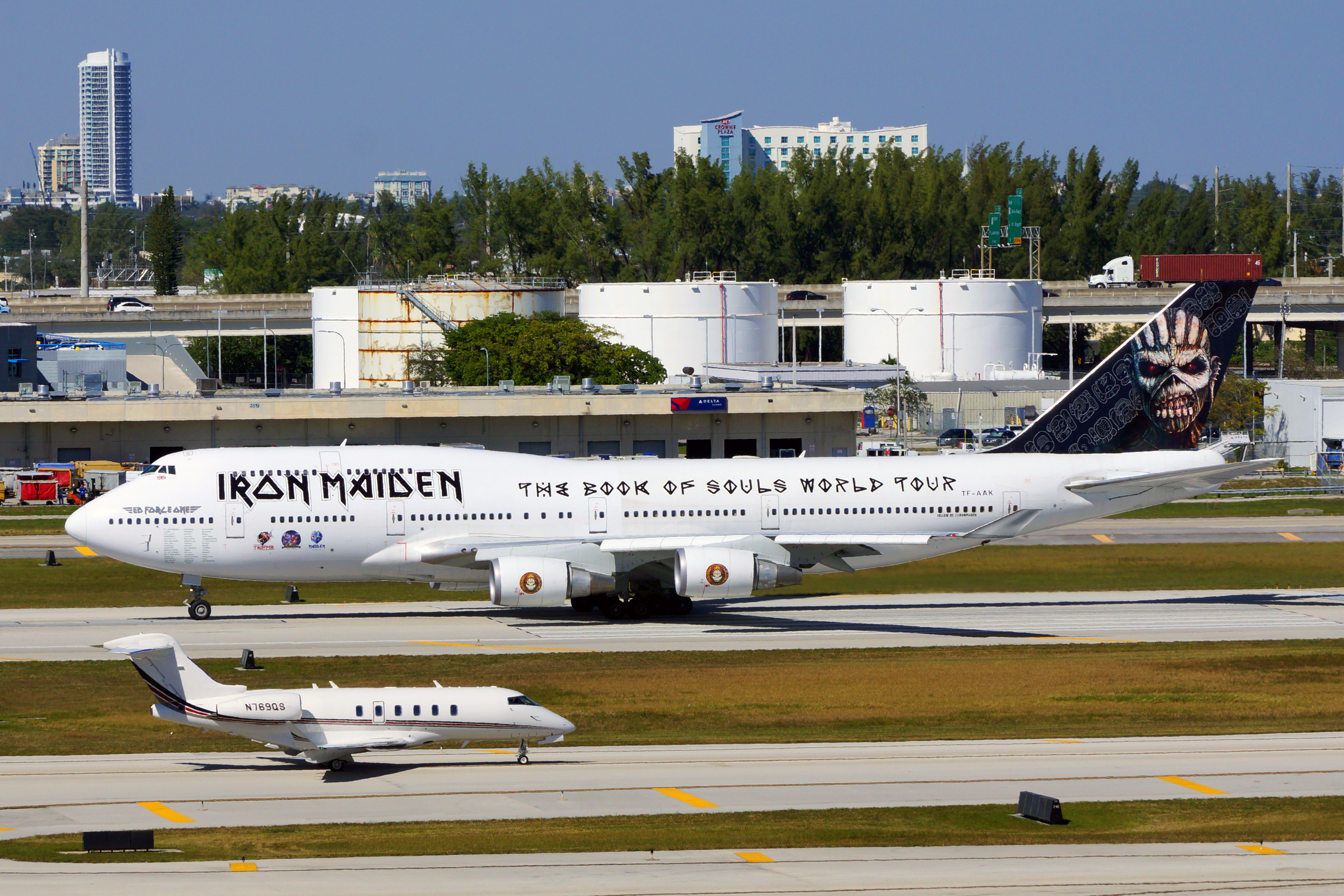
Zespół odlatuje do Fort Lauderdale prywatnym samolotem Boeing 747-400

W ramach tras „Somewhere Back in Time” oraz „The Final Frontier World Tour” zespół podróżował prywatnym samolotem, niemniej tym razem wykorzystano dwa razy większy Boeing 747-400 jumbo jet, w porównaniu z mniejszym Boeing 757 wykorzystywanym uprzednio. Według Dickinson’a, który jest również zawodowym pilotem, znacznie większy 747-400 sprawił, że zespół mógł pokonywać dalsze dystanse, z większą prędkością, bez konieczności postojów na tankowanie, jak miało to miejsce w przypadku 757s.
Zmodernizowany i znacznie większy Ed Force One zabrał na pokład zespół, ekipę techniczną i 25 ton sprzętu technicznego, na wszystkie 51 koncertów trasy, skończywszy na występie w Göteborgu, 17 czerwca 2016. 12 marca samolot zderzył się z holownikiem ciągnikowym na lotnisku Comodoro Arturo Merino Benítez International Airport w Santiago. W wypadku ucierpiało dwóch pracowników naziemnej obsługi, dwa silniki samolotu zostały uszkodzone i wymagały natychmiastowej wymiany.
Na rok 2017 zostały anonsowane koncerty w Belgii, Niemczech oraz 13 koncertów w największych arenach sportowych Wielkiej Brytanii i Irlandii. W toku trasy zespół promował grę komputerową Legacy of the Beast, udostępnioną nieodpłatnie na platformach Android oraz iOS. W połowie stycznia 2017 roku, anonsowano 25 letnich koncertów w Ameryce Północnej, na tamtejszych arenach sportowych i amfiteatrach o pojemności ponad 20 tys. miejsc.
Management słynnej formacji wprowadził pełną kontrolę nad dystrybucją elektronicznych biletów na trasę po arenach Wielkiej Brytanii. Sprzedaż biletów „z drugiej ręki” na koncerty zespołu spadła o 95%, fani mogli kupić bilety po cenie wyjściowej. Tylko w ciągu jednego dnia sprzedano około 120 tys. kart wstępu na koncerty brytyjskie. Kierownictwo zespołu po raz kolejny wykazało się bezsprzeczną innowacyjnością i wyczuciem rynku.

## Supporty

### 2016
- The Raven Age na całej trasie[14][15].

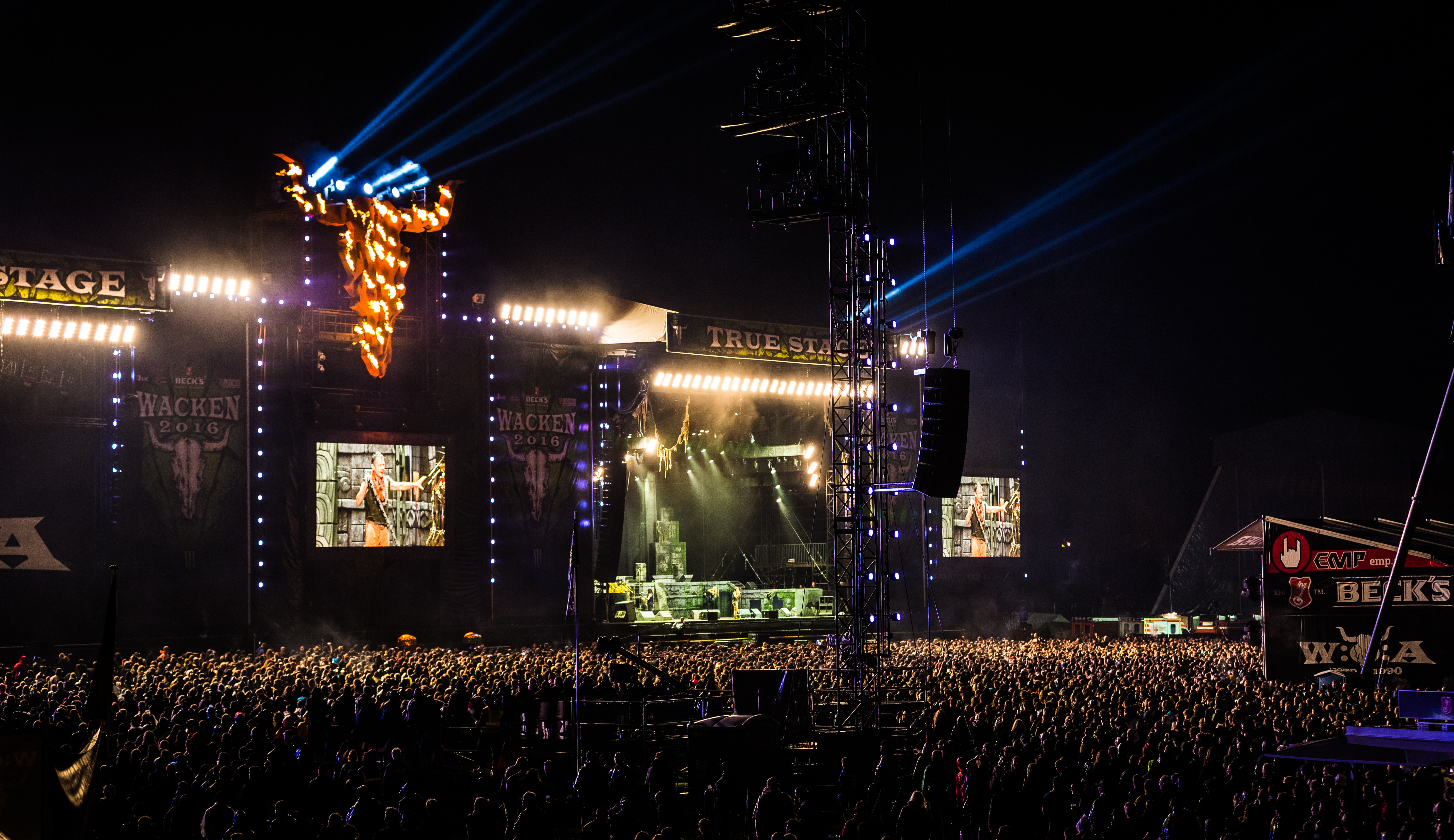
Iron Maiden na Wacken Open Air 2016

- Anthrax w Meksyku, Salwadorze, Kostaryce, Chile, Argentynie, Brazylii oraz w Polsce[16].
- Araña w Salwadorze[16].
- Ghost w Berlinie, Norwegii oraz Danii[16].
- Opeth w Szwecji[16].
- Sabaton w Finlandii oraz na Słowacji[16].
- Stratovarius w Finlandii[17].
- Amon Amarth w Finlandii[16].

### 2017
- Shinedown w Belgii, Niemczech, Zjednoczonym Królestwie oraz w Irlandii[18].
- Ghost w USA i Kanadzie[19].
- Kamelot w San Bernardino[19].
- Exodus w San Bernardino[19].

## Setlista

### 2016

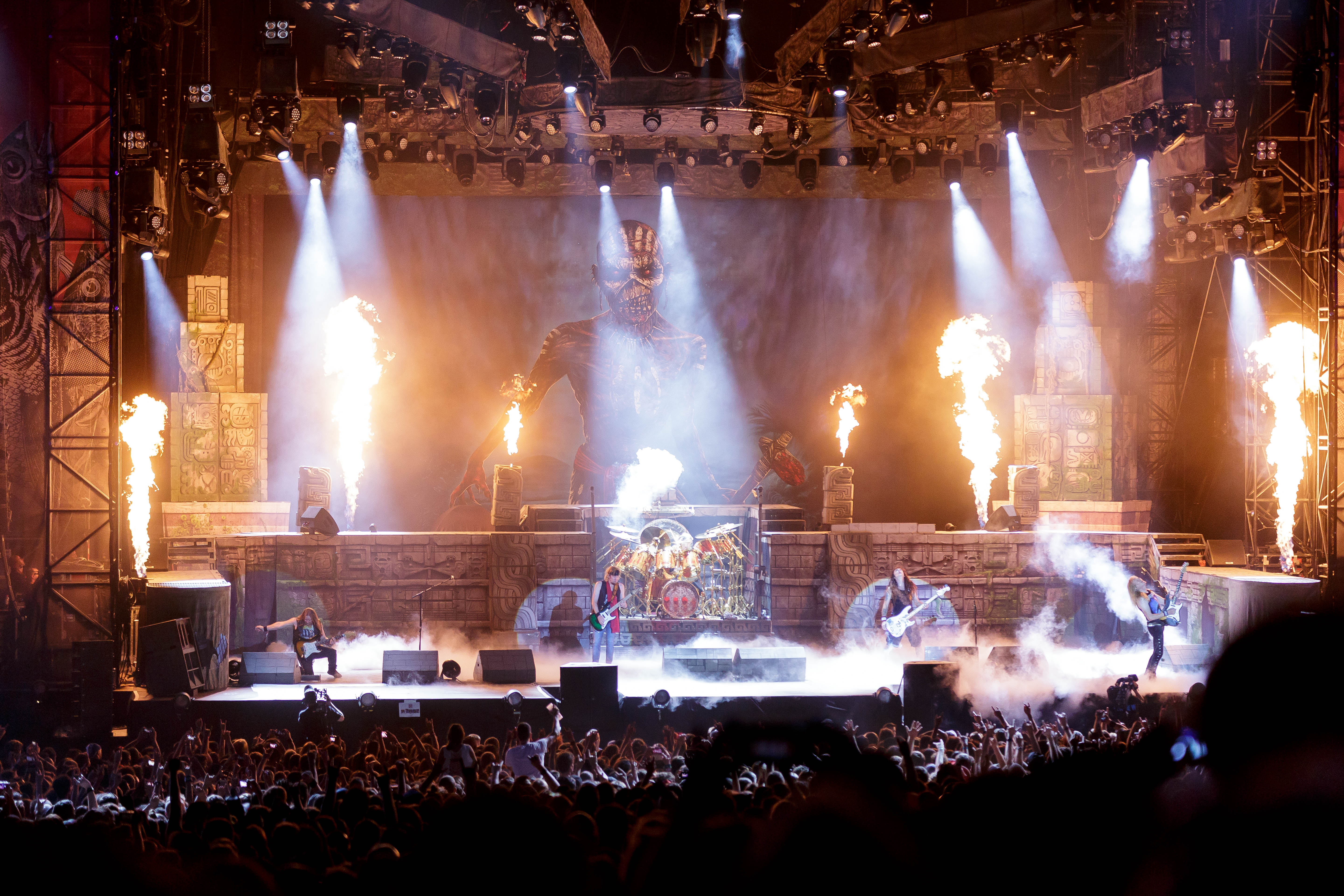
Iron Maiden 2016

- Introdukcja – symulacja komputerowa nawiązująca do oprawy graficznej albumu

1. „If Eternity Should Fail” (z albumu The Book of Souls, 2015)
2. „Speed of Light” (z albumu The Book of Souls, 2015)
3. „Children of the Damned” (z albumu The Number of the Beast, 1982)
4. „Tears of a Clown” (z albumu The Book of Souls, 2015)
5. „The Red and the Black” (z albumu The Book of Souls, 2015)
6. „The Trooper” (z albumu Piece of Mind, 1983)
7. „Powerslave” (z albumu Powerslave, 1984)
8. „Death or Glory” (z albumu The Book of Souls, 2015)
9. „The Book of Souls” (z albumu The Book of Souls, 2015)
10. „Hallowed Be Thy Name” (z albumu The Number of the Beast, 1982)
11. „Fear of the Dark” (z albumu Fear of the Dark, 1992)
12. „Iron Maiden” (z albumu Iron Maiden, 1980)

Bisy:
1. „The Number of the Beast” (z albumu The Number of the Beast, 1982)
2. „Blood Brothers” (z albumu Brave New World, 2000)
3. „Wasted Years” (z albumu Somewhere in Time, 1986)

### 2017
- Introdukcja – symulacja komputerowa nawiązująca do gry „Legacy of the Beast”

1. „If Eternity Should Fail” (z albumu The Book of Souls, 2015)
2. „Speed of Light” (z albumu  The Book of Souls, 2015)
3. „Wrathchild” (z albumu  Killers, 1981)
4. „Children of the Damned” (z albumu  The Number of the Beast, 1982)
5. „Death or Glory” (z albumu  The Book of Souls, 2015)
6. „The Red and the Black” (z albumu  The Book of Souls, 2015)
7. „The Trooper” (z albumu  Piece of Mind, 1983)
8. „Powerslave” (z albumu  Powerslave, 1984)
9. „The Great Unknown” (z albumu  The Book of Souls, 2015)
10. „The Book of Souls” (z albumu  The Book of Souls, 2015)
11. „Fear of the Dark” (z albumu  Fear of the Dark, 1992)
12. „Iron Maiden” (z albumu  Iron Maiden, 1980)

Bisy:
1. „The Number of the Beast” (z albumu  The Number of the Beast, 1982)
2. „Blood Brothers” (z albumu  Brave New World, 2000)
3. „Wasted Years” (z albumu  Somewhere in Time, 1986)

## Oprawa trasy

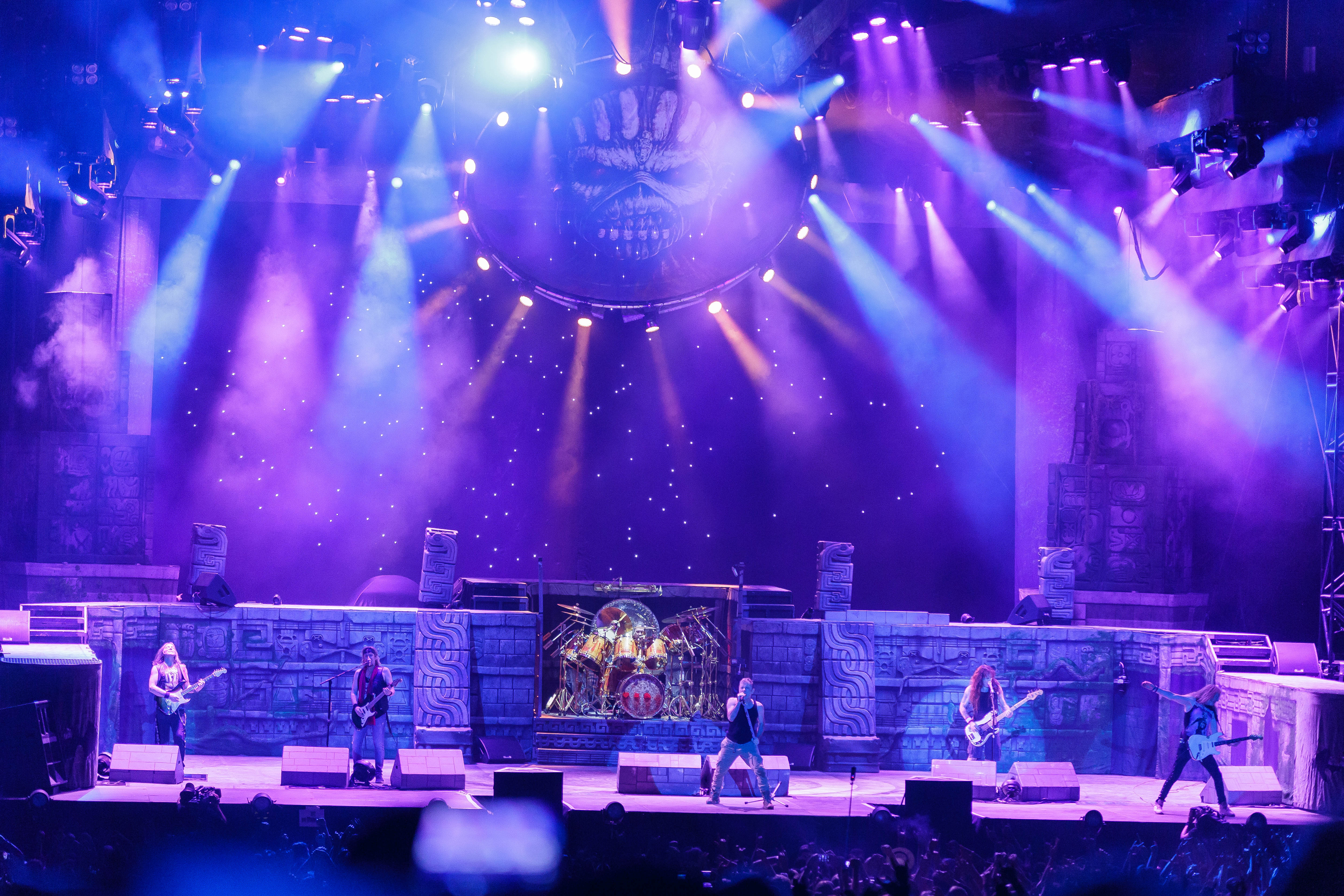
System oświetleniowy użyty na trasie

Nawiązując do tytułu promowanego albumu oraz wiodącej tematyki płyty, scenografia zbudowana na potrzeby tournée, odzwierciedlała rozwiązania architektoniczne, charakterystyczne dla budowli sakralnych starożytnych Majów. Maskotka grupy, Eddie the Head, pojawiła się w wersji mobilnej m.in. jako majański kapłan, podczas prezentacji koncertowej tytułowego utworu z albumuThe Book of Souls oraz w trakcie prezentacji kompozycji „Iron Maiden” jako ogromne (10 metrów), nadmuchiwane popiersie znane z okładki promowanego albumu. Zespół zaprezentował rozbudowaną pirotechnikę, lasery, mobilne oświetlenie oparte na kilkunastu filarach - zbudowanych na planie piramidy, z okrągłą, ruchomą tarczą umieszczoną w centralnym punkcie, wokół której zamontowano multikolorowe reflektory LED, dające efekt promieniście rozchodzących się świateł w kierunku widowni.
Poszczególne segmenty scenografii, ustawione na podium estrady, jak i dwie wieże schodkowe ustawione w głębi sceny po jej skrajnych bokach, odwracano w przeciwnym kierunku do pierwotnego w trakcie prezentacji wybranych utworów, natomiast naniesione na nich inskrypcje i zdobienia zostały odpowiednio podświetlane, tworząc efekt realności. Panoramiczne backdropy zmieniające się co utwór, nawiązywały do konwencji graficznej i malowideł z epoki Majów, zamieszczonych oryginalnie w booklecie promowanego albumu The Book of Souls.
Bruce Dickinson kilkakrotnie zmieniał przebrania i wykorzystywał rozmaite rekwizyty, wśród których znalazła się lateksowa maska diabła, mundur kawalerzysty, ogromny stryczek i włosiennica, pluszowe maskotki małpek czy kaptur. W kulminacyjnym momencie występu wyrywał z wnętrza maskotki, „bijące serce” i rzucał je w kierunku widowni. Oprawa tournée należała do najlepszych w dotychczasowej karierze sześcioosobowego składu grupy. Inną atrakcją była ośmiometrowa, nadmuchiwana lalka diabelskiego kozła, wyłaniająca się zza sceny podczas prezentacji „The Number of the Beast”. Trasa według wielu naocznych świadków należała do najbardziej widowiskowych, jakie zespół zorganizował od czasów reunion w sześcioosobowym składzie, w lutym 1999 roku.

## Album koncertowy i film
Pamiątką z tournée jest koncertowy album The Book of Souls: Live Chapter przeznaczony do wydania na 17 listopada 2017 roku. Album koncertowy ukazał się w kilku wersjach: limitowanej, audiofilskiej wersji winylową 3 LP 180 gram, jako podwójny booklet (analogiczne rozwiązanie jak The Book of Souls – do mniej wymagających nabywców adresowano standardowy 2CD i Digital Download dostępny odpłatnie. Na dwóch krążkach CD znalazło się 15 kompozycji, zarejestrowanych zarówno w arenach sportowych jak i przed ogromnymi audytoriami zgromadzonymi na stadionach i gigantycznych festiwalach, których headlinerami byli Iron Maiden. Za brzmienie tym razem odpowiadali Steve Harris i Tony Newton. Już promujący całość koncertowy teledysk do „Speed Of Light” (nagrany w Kapsztadzie, RPA) nie pozostawiał nawet cienia wątpliwości, że pod względem zarówno audialnym jak i wizualnym otrzymujemy produkt wysokiej jakości.
Podobnie jak w przypadku „FLIGHT 666” z 2009 roku i tym razem przygotowano koncertową kompilację nagrań zarejestrowanych w toku tej samej trasy na kilku kontynentach (w przypadku The Book of Souls: Live Chapter – sześciu!) oraz w różnych państwach globu i w wybranych miastach. Niezmiennymi pozostają set – lista (zachowano wersję z 2017 roku) i forma wykonawcza kapeli. Na dodatek S. Harris zadbał o trafny dobór wersji finalnych poszczególnych kompozycji, pochodzących z takich miejsc jak np. RPA, Polska, El Salvador, Kanada. Nie zabrakło również polskiego akcentu w programie płyty. „Death Or Glory” zarejestrowany we Wrocławiu, sprawia iż polscy fani mogą cieszyć się z owej niespodzianki. Zupełnie darmowo wszyscy zainteresowani mogli zobaczyć na własne oczy, jak grupa w latach 2016/17 prezentowała się w kolejnych krajach i miastach ‘na żywo’. Podwójnemu wydawnictwu towarzyszył bowiem film, który udostępniono w ramach nieodpłatnego streamingu oraz jako Free Digital Download. 11 listopada 2017 roku o godzinie 19:00 czasu brytyjskiego (GMT), odbyła się internetowa premiera filmu ”The Book of Souls: Live Chapter”. Streamingu dzieła dokonano via youtube.com/Iron Maiden – oficjalnego kanału YT formacji. Było to pierwsze tego typu przedsięwzięcie w historii grupy. Fani mogli podziwiać zespół występujący w latach 2016/17 w 12 z 39 krajów, które obejmowała trasa koncertowa, w tym również w Polsce. W późniejszym czasie film udostępniono w opcji Digital Download, co stanowiło akt wdzięczności ze strony kierownictwa formacji, za cztery dekady lojalności trzech pokoleń słuchaczy. Premierze filmu, adekwatnie do okoliczności, nadano tytuł „Stream For Me, You Tube”! Zarówno film jak i album koncertowy cieszyły się dużym powodzeniem

## Personel trasy
Iron Maiden
- Bruce Dickinson – wokalista, frontman
- Dave Murray – gitara
- Adrian Smith – gitara, wokale
- Janick Gers – gitara
- Steve Harris – gitara basowa, wokale
- Nicko McBrain – perkusja

Management
- Rod Smallwood
- Andy Taylor

Booking Agents
- Rick Roskin at CAA (North America)
- John Jackson at K2 Agency Ltd. (rest of the world)
- Dave Shack

Boeing 747 – 400 Ed Force One Crew
- 10 persons international

Intro tape production
- Llexi Leon – director
- Yaya Leone – producer
- Joe Plant – lead animation

Ekipa
- Dick Bell – production consultant
- Ian Day – tour director
- John Collins – tour manager
- Nick Farrington – tour manager
- Patrick Ledwith – production manager
- Zeb Minto – production coordinator
- Kerry Harris – production assistant
- Rik Benbow – stage manager
- Martin Walker – sound engineer
- Rob Coleman – lighting designer
- Antti Saari – lighting engineer
- Michael Mule – monitor engineer
- Steve Smith – Steve Harris' monitor engineer
- Jonathan Beswick – video director
- Ryan Titley – audiovisual director
- Jeff Weir – head of security
- Peter Lokrantz – security
- Local security staff
- Natasha De Sampayo – wardrobe
- Michael Kenney – Steve Harris' guitar technician and keyboards
- Sean Brady – Adrian Smith’s guitar technician
- Colin Price – Dave Murray's guitar technician
- Eddie Marsh – Janick Gers' guitar technician
- Charlie Charlesworth – Nicko McBrain’s drum technician
- Ian Walsh – sound technician (2016)
- Phil Shenton – sound technician (2017)
- Omar Franchi – rigger (2016)
- Steve Armstrong – head rigger (2017)
- Ashley Groom – set carpenter
- Philip Stewart – set carpenter
- Eoin McBrien – set carpenter
- Jude Aflalo – set carpenter
- Richard Trow – line array engineer (2016)
- Mike Hackman – audio system technician (2017)
- Adam Ford – animatronics technician
- Ian Evans – merchandiser
- Keith Maxwell – pyrotechnics
- Eric Muccio – pyrotechnics
- Jeremy Smith – freight director (2016)
- Colette Shryane-Smith – head caterer / catering coordinator
- 3 catering crew international (2016)
- Alicia Boardman – caterer (2017)
- Alison Higgins – caterer (2017)
- David Lesh – caterer (2017)
- Ed Stewart-Lockhart – management liaison
- Gareth Lewis – sound crew (2017)
- Eoin O’Cinnseala – sound crew (2017)
- Kyle Carter – sound crew (2017)
- Scott Walsh – lighting crew (2017)
- Simon Lake – lighting crew (2017)
- Neil Johnson – lighting crew (2017)
- Mark Cooper – lighting crew (2017)
- Graham Hill – lighting crew (2017)
- John Dall – lighting crew (2017)
- Rod Martin – video crew (2017)
- Robyn Tearle – video crew (2017)
- Luke Butler – video crew (2017)
- 4 international video crew (2016)
- Paul Brierly – lead lorry driver (2017)
- Rob Campbell – lorry driver (2017)
- Brian Taplin – lorry driver (2017)
- Rachel Shadwick – lorry driver (2017)
- Steve Pearce – lorry driver (2017)
- Richard Batchelder – lorry driver (2017)
- Julian Meynell – lorry driver (2017)
- Paul Ramm – lorry driver (2017)
- Tony Allard – lorry driver (2017)
- 5 international drivers for hire (2016/17)
- Mark Herrning – nightliner driver (2017)
- Michael McCarthy – nightliner driver (2017)
- Brenton Andriske – nightliner driver (2017)

## Daty trasy
UWAGA! w wyniku aktualizacji danych, nazwy obiektów nie muszą się pokrywać ze stanem pierwotnym, znanym z materiałów prasowych grupy.
| 24 lutego 2016     | Sunrise, Floryda              | Stany Zjednoczone | BB&T Center                     |
| 26 lutego 2016     | Tulsa, Oklahoma               | Stany Zjednoczone | BOK Center                      |
| 28 lutego 2016     | Las Vegas, Nevada             | Stany Zjednoczone | Mandalay Bay Resort and Casino  |
| 1 marca 2016       | Monterrey                     | Meksyk            | Auditorio Banamex               |
| 3 marca 2016       | Meksyk                        | Meksyk            | Palacio de los Deportes         |
| 4 marca 2016       | Meksyk                        | Meksyk            | Palacio de los Deportes         |
| 6 marca 2016       | San Salvador                  | Salwador          | Estadio Jorge "Mágico" González |
| 8 marca 2016       | San José                      | Kostaryka         | Estadio Ricardo Saprissa        |
| Ameryka Południowa |                               |                   |                                 |
| 11 marca 2016      | Santiago                      | Chile             | Estadio Nacional de Chile       |
| 13 marca 2016      | Córdoba                       | Argentyna         | Estadio Mario Kempes            |
| 15 marca 2016      | Buenos Aires                  | Argentyna         | Estadio Veléz Sarsfield         |
| 17 marca 2016      | Rio de Janeiro                | Brazylia          | HSBC Arena                      |
| 19 marca 2016      | Belo Horizonte                | Brazylia          | Esplanada do Mineirão           |
| 22 marca 2016      | Brasília                      | Brazylia          | Nilson Nelson Gymnasium         |
| 24 marca 2016      | Fortaleza                     | Brazylia          | Arena Castelão                  |
| 26 marca 2016      | São Paulo                     | Brazylia          | Allianz Parque                  |
| Ameryka Północna   |                               |                   |                                 |
| 30 marca 2016      | Nowy Jork                     | Stany Zjednoczone | Madison Square Garden           |
| 1 kwietnia 2016    | Montreal, Quebec              | Kanada            | Centre Bell                     |
| 3 kwietnia 2016    | Toronto, Ontario              | Kanada            | Air Canada Centre               |
| 5 kwietnia 2016    | Auburn Hills, Michigan        | Stany Zjednoczone | The Palace of Auburn Hills      |
| 6 kwietnia 2016    | Chicago, Illinois             | Stany Zjednoczone | United Center                   |
| 8 kwietnia 2016    | Edmonton, Alberta             | Kanada            | Rexall Place                    |
| 10 kwietnia 2016   | Vancouver, Kolumbia Brytyjska | Kanada            | Rogers Arena                    |
| 11 kwietnia 2016   | Tacoma, Waszyngton            | Stany Zjednoczone | Tacoma Dome                     |
| 13 kwietnia 2016   | Denver, Kolorado              | Stany Zjednoczone | Pepsi Center                    |
| 15 kwietnia 2016   | Inglewood, Kalifornia         | Stany Zjednoczone | Kia Forum                       |
| 16 kwietnia 2016   | Inglewood, Kalifornia         | Stany Zjednoczone | Kia Forum                       |
| Azja               |                               |                   |                                 |
| 20 kwietnia 2016   | Tokio                         | Japonia           | Ryōgoku Kokugikan               |
| 21 kwietnia 2016   | Tokio                         | Japonia           | Ryōgoku Kokugikan               |
| 24 kwietnia 2016   | Pekin                         | Chiny             | LeSports Center                 |
| 26 kwietnia 2016   | Szanghaj                      | Chiny             | Mercedes-Benz Arena             |
| Oceania            |                               |                   |                                 |
| 29 kwietnia 2016   | Christchurch                  | Nowa Zelandia     | Horncastle Arena                |
| 1 maja 2016        | Auckland                      | Nowa Zelandia     | Vector Arena                    |
| 4 maja 2016        | Brisbane                      | Australia         | Brisbane Entertainment Centre   |
| 6 maja 2016        | Sydney                        | Australia         | Qudos Bank Arena                |
| 9 maja 2016        | Melbourne                     | Australia         | Rod Laver Arena                 |
| 12 maja 2016       | Adelaide                      | Australia         | Adelaide Entertainment Centre   |
| 14 maja 2016       | Perth                         | Australia         | Perth Arena                     |
| Afryka             |                               |                   |                                 |
| 18 maja 2016       | Kapsztad                      | RPA               | Grand Arena                     |
| 21 maja 2016       | Johannesburg                  | RPA               | Carnival City Festival Lawns    |
| Europa             |                               |                   |                                 |
| 27 maja 2016       | Dortmund                      | Niemcy            | Westfalenhallen                 |
| 29 maja 2016       | Monachium                     | Niemcy            | Olympiastadion                  |
| 31 maja 2016       | Berlin                        | Niemcy            | Waldbühne                       |
| 3 czerwca 2016     | Lucerna                       | Szwajcaria        | Allmend Luzern                  |
| 5 czerwca 2016     | Wiedeń                        | Austria           | Donauinsel                      |
| 8 czerwca 2016     | Arnhem                        | Holandia          | GelreDome                       |
| 10 czerwca 2016    | Paryż                         | Francja           | Longchamp Racecourse            |
| 12 czerwca 2016    | Castle Donington              | Anglia            | Donington Park                  |
| 15 czerwca 2016    | Oslo                          | Norwegia          | Telenor Arena                   |
| 17 czerwca 2016    | Göteborg                      | Szwecja           | Ullevi Stadium                  |
| 19 czerwca 2016    | Dessel                        | Belgia            | Festivalpark Stenehei           |
| 21 czerwca 2016    | Herning                       | Dania             | Jyske Bank Boxen                |
| 23 czerwca 2016    | Kowno                         | Litwa             | Žalgiris Arena                  |
| 25 czerwca 2016    | Moskwa                        | Rosja             | Stadion Olimpijski              |
| 29 czerwca 2016    | Hämeenlinna                   | Finlandia         | Kantola Event Park              |
| 1 lipca 2016       | Sopron                        | Węgry             | Lővér Camping Site              |
| 3 lipca 2016       | Wrocław                       | Polska            | Stadion Wrocław                 |
| 5 lipca 2016       | Praga                         | Czechy            | Eden Aréna                      |
| 6 lipca 2016       | Żylina                        | Słowacja          | Žilina Airport                  |
| 9 lipca 2016       | Viveiro                       | Hiszpania         | Main Stage Area                 |
| 11 lipca 2016      | Lizbona                       | Portugalia        | MEO Arena                       |
| 13 lipca 2016      | Madryt                        | Hiszpania         | Barclaycard Center              |
| 14 lipca 2016      | Sewilla                       | Hiszpania         | Estadio La Cartuja              |
| 16 lipca 2016      | Barcelona                     | Hiszpania         | Parque de Can Zam               |
| 20 lipca 2016      | Nyon                          | Szwajcaria        | Plaine de L'Asse                |
| 22 lipca 2016      | Mediolan                      | Włochy            | Mediolanum Forum                |
| 24 lipca 2016      | Rzym                          | Włochy            | Capannelle Racecourse           |
| 26 lipca 2016      | Triest                        | Włochy            | Piazza Unità d’Italia           |
| 27 lipca 2016      | Split                         | Chorwacja         | Spaladium Arena                 |
| 30 lipca 2016      | Bukareszt                     | Rumunia           | Piața Constituției              |
| 2 sierpnia 2016    | Esch-sur-Alzette              | Luksemburg        | Rockhal                         |
| 4 sierpnia 2016    | Wacken                        | Niemcy            | True Metal Stage                |
| 22 kwietnia 2017   | Antwerpia                     | Belgia            | Sportpaleis Antwerp             |
| 24 kwietnia 2017   | Oberhausen                    | Niemcy            | König Pilsener Arena            |
| 25 kwietnia 2017   | Oberhausen                    | Niemcy            | König Pilsener Arena            |
| 28 kwietnia 2017   | Frankfurt                     | Niemcy            | Festhalle Frankfurt             |
| 29 kwietnia 2017   | Frankfurt                     | Niemcy            | Festhalle Frankfurt             |
| 2 maja 2017        | Hamburg                       | Niemcy            | Barclaycard Arena               |
| 4 maja 2017        | Nottingham                    | Anglia            | Motorpoint Arena Nottingham     |
| 6 maja 2017        | Dublin                        | Irlandia          | 3Arena                          |
| 8 maja 2017        | Manchester                    | Anglia            | Manchester Arena                |
| 10 maja 2017       | Sheffield                     | Anglia            | Motorpoint Sheffield Arena      |
| 11 maja 2017       | Leeds                         | Anglia            | First Direct Arena              |
| 14 maja 2017       | Newcastle                     | Anglia            | Metro Radio Arena               |
| 16 maja 2017       | Glasgow                       | Szkocja           | The SSE Hydro                   |
| 17 maja 2017       | Aberdeen                      | Szkocja           | GE Oil and Gas Arena            |
| 20 maja 2017       | Liverpool                     | Anglia            | Echo Arena                      |
| 21 maja 2017       | Birmingham                    | Anglia            | Barclaycard Arena               |
| 24 maja 2017       | Cardiff                       | Walia             | Motorpoint Arena Cardiff        |
| 27 maja 2017       | Londyn                        | Anglia            | O2 Arena                        |
| 28 maja 2017       | Londyn                        | Anglia            | O2 Arena                        |
| Ameryka Północna   |                               |                   |                                 |
| 3 czerwca 2017     | Bristow, Wirginia             | Stany Zjednoczone | Jiffy Lube Live                 |
| 4 czerwca 2017     | Filadelfia, Pensylwania       | Stany Zjednoczone | Wells Fargo Center              |
| 7 czerwca 2017     | Newark, New Jersey            | Stany Zjednoczone | Prudential Center               |
| 9 czerwca 2017     | Charlotte, Karolina Północna  | Stany Zjednoczone | PNC Music Pavilion              |
| 11 czerwca 2017    | Tampa, Floryda                | Stany Zjednoczone | Amalie Arena                    |
| 13 czerwca 2017    | Nashville, Tennessee          | Stany Zjednoczone | Bridgestone Arena               |
| 15 czerwca 2017    | Chicago, Illinois             | Stany Zjednoczone | Hollywood Casino Amphitheater   |
| 16 czerwca 2017    | Minneapolis, Minnesota        | Stany Zjednoczone | Xcel Energy Center              |
| 19 czerwca 2017    | Oklahoma City, Oklahoma       | Stany Zjednoczone | Chesapeake Arena                |
| 21 czerwca 2017    | Houston, Teksas               | Stany Zjednoczone | Toyota Center                   |
| 23 czerwca 2017    | Dallas, Teksas                | Stany Zjednoczone | American Airlines Center        |
| 24 czerwca 2017    | San Antonio, Teksas           | Stany Zjednoczone | AT&T Center                     |
| 27 czerwca 2017    | Albuquerque, Nowy Meksyk      | Stany Zjednoczone | Isleta Amphitheater             |
| 28 czerwca 2017    | Phoenix, Arizona              | Stany Zjednoczone | Talking Stick Resort Arena      |
| 1 lipca 2017       | San Bernardino, Kalifornia    | Stany Zjednoczone | San Manuel Amphitheater         |
| 3 lipca 2017       | Las Vegas, Nevada             | Stany Zjednoczone | T-Mobile Arena                  |
| 5 lipca 2017       | Oakland, Kalifornia           | Stany Zjednoczone | Oracle Arena                    |
| 7 lipca 2017       | Salt Lake City, Utah          | Stany Zjednoczone | USANA Amphitheater              |
| 9 lipca 2017       | Lincoln, Nebraska             | Stany Zjednoczone | Pinnacle Bank Arena             |
| 11 lipca 2017      | Kansas City, Missouri         | Stany Zjednoczone | Sprint Center                   |
| 12 lipca 2017      | St Louis, Missouri            | Stany Zjednoczone | Hollywood Casino Amphitheater   |
| 15 lipca 2017      | Toronto, Ontario              | Kanada            | Budweiser Stage                 |
| 16 lipca 2017      | Quebec, Quebec                | Kanada            | Videotron Centre                |
| 19 lipca 2017      | Mansfield, Massachusetts      | Stany Zjednoczone | Xfinity Center                  |
| 21 lipca 2017      | Brooklyn, Nowy Jork           | Stany Zjednoczone | Barclays Center                 |
| 22 lipca 2017      | Brooklyn, Nowy Jork           | Stany Zjednoczone | Barclays Center                 |

### Box Office
| Miasto / Kraj                         | Obiekt / Festiwal                         | Sprzedaż Biletów Netto | FREKWENCJA * | Dochód          |
| Sunrise, United States                | BB&T Center                               | 12,435 (100%)          | 20,000       | 954,111         |
| Tulsa, United States                  | BOK Center                                | 11,421 (100%)          | 16,000       | 702,218         |
| Las Vegas, United States              | Mandalay Bay Events Center                | 9,521 (100%)           | 13,000       | 862,872         |
| Monterrey, Mexico                     | Auditorio Banamex                         | 7,944 (100%)           | 10,000       | 608,921         |
| Mexico City, Mexico                   | Palacio de los Deportes                   | 42,559 (100%)          | 50,000       | 1,952,233       |
| San Salvador, El Salvador             | Estadio Nacional Jorge M. Gonzalez        | 22,041 (100%)          | 45,000       | 1,331,925       |
| San José, Costa Rica                  | Estadio Ricardo Saprissa Ayma             | 18,111 (100%)          | 24,000       | 996,194         |
| Santiago, Chile                       | Estadio Nacional                          | 56,674 (100%)          | 62,000       | 2,181,940       |
| Córdoba, Argentina                    | Estadio Mario Alberto Kempes              | 18,687 (100%)          | 23,000       | 857,309         |
| Buenos Aires, Argentina               | Estadio Velez Sarsfield                   | 32,629 (100%)          | 50,000       | 1,558,520       |
| Rio de Janeiro, Brazil                | HSBC Arena                                | 12,219 (100%)          | 18,000       | 844,709         |
| Belo Horizonte, Brazil                | Esplanada do Mineirao                     | 18,544 (100%)          | 25,000       | 1,165,280       |
| Brasília, Brazil                      | Ginasio Nilson Nelson                     | 14,386 (100%)          | 20,000       | 631,263         |
| Fortaleza, Brazil                     | Arena Castelao                            | 23,531 (100%)          | 35,000       | 1,449,220       |
| São Paulo, Brazil                     | Allianz Parque                            | 43,583 (100%)          | 50,000       | 2,844,250       |
| New York City, United States          | Madison Square Garden                     | 13,289 (100%)          | 20,000       | 1,472,331       |
| Montreal, Canada                      | Bell Centre                               | 14,963 (100%)          | 20,000       | 866,918         |
| Toronto, Canada                       | Air Canada Centre                         | 13,734 (100%)          | 20,000       | 889,288         |
| Auburn Hills, United States           | The Palace of Auburn Hills                | 12,978 (100%)          | 20,000       | 750,508         |
| Chicago, United States                | United Center                             | 13,968 (100%)          | 20,000       | 1,085,976       |
| Edmonton, Canada                      | Rexall Place                              | 12,813 (100%)          | 20,000       | 842,035         |
| Vancouver, Canada                     | Rogers Arena                              | 13,405 (100%)          | 20,000       | 794,762         |
| Tacoma, United States                 | Tacoma Dome                               | 15,333 (100%)          | 20,000       | 843,417         |
| Denver, United States                 | Pepsi Center                              | 12,411 (100%)          | 20,000       | 836,499         |
| Inglewood, United States              | The Forum                                 | 24,886 (100%)          | 32,000       | 2,218,068       |
| Tokyo, Japan                          | Ryōgoku Kokugikan                         | 18,456 (100%)          | 22,132       | 2,100,000       |
| Beijing, China                        | LeSports Center                           | 6,123 (100%)           | 8,000        | 1,000,000       |
| Shanghai, China                       | Mercedes-Benz Arena                       | 9,213 (100%)           | 12,000       | 1,100,000       |
| Christchurch, New Zealand             | Horncastle Arena                          | 8,545 (100%)           | 10,000       | 460,673         |
| Auckland, New Zealand                 | Vector Arena                              | 9,966 (100%)           | 12,000       | 772,536         |
| Brisbane, Australia                   | Brisbane Entertainment Centre             | 10,412 (100%)          | 14,000       | 678,128         |
| Sydney, Australia                     | Qudos Bank Arena                          | 14,076 (100%)          | 20,000       | 1,159,760       |
| Melbourne, Australia                  | Rod Laver Arena                           | 12,861(100%)           | 17,000       | 1,100,540       |
| Adelaide, Australia                   | Adelaide Entertainment Centre             | 7,708 (90%)            | 10,000       | 565,887         |
| Perth, Australia                      | Perth Arena                               | 9,341 (90%)            | 11,000       | 652,748         |
| Cape Town, South Africa               | Grand Arena                               | 8,126 (100%)           | 10,000       | 800,000         |
| Johannesburg, South Africa            | Carnival City Festival Laws               | 17,123 (90%)           | 21,000       | 1,100,000       |
| Dortmund, Germany                     | Westfalenhalle / Rock im Revier           | 0                      | 20,000       | 0               |
| Munich, Germany                       | Olymiastadion / Rockavaria                | 0                      | 50,000       | 0               |
| Berlin, Germany                       | Waldbühne                                 | 20,274 (100%)          | 25,000       | 1,602,645       |
| Lucerna, Swiss                        | Allmend Luzern / Sonisphere Fest          | 0                      | 76,000       | 0               |
| Vienna, Austria                       | Donauinsel / Rock in Vienne               | 0                      | 50,000       | 0               |
| Arnhem, Netherland                    | GelreDome                                 | 22,578 (100%)          | 26,000       | 1,683,988       |
| Paris, France                         | Longchamp Racecourse / Download Festival  | 0                      | 45,000       | 0               |
| Castle Donnington, England            | Donington Park / Download Festival        | 0                      | 100,000      | 0               |
| Oslo, Norway                          | Telenor Arena                             | 18,635 (100%)          | 23,000       | 1,416,976       |
| Gothenburg, Sweden                    | Ullevi                                    | 55,266 (100%)          | 61,000       | 4,194,211       |
| Dessel, Belgium                       | Festivalpark Stenehei / Graspop Festival  | 0                      | 70,000       | 0               |
| Herning, Denmark                      | Jyske Bank Boxen                          | 12,234 (100%)          | 15,000       | 1,019,737       |
| Kaunas, Lithuania                     | Žalgiris Arena                            | 7,123 (100%)           | 10,000       | 600,000         |
| Moscow, Russia                        | Olympic Stadium                           | 16,234 (80%)           | 20,000       | 2,500,000       |
| Hämeenlinna, Finland                  | Kantola Event Park                        | 20,105 (90%)           | 26,000       | 1,703,153       |
| Sopron, Hungary                       | Lővér Camping Site / Volt Festival        | 0                      | 45,000       | 0               |
| Wrocław, Poland                       | Stadion Wrocław                           | 36,122 (100%)          | 40,000       | 1,936,579       |
| Prague, Czech Republic                | Eden Arena                                | 30,434 (100%)          | 35,000       | 1,588,774       |
| Žilina, Slovakia                      | Žilina Airport                            | 16,123 (80%)           | 20,000       | 1,100,000       |
| Viveiro, Spain                        | Main Stage Area / Resurrection Festival   | 0                      | 45,000       | 0               |
| Lisbon, Portugal                      | MEO Arena                                 | 17,123 (100%)          | 20,000       | 1,200,000       |
| Madrid, Spain                         | Barclaycard Center                        | 14,752 (100%)          | 17,000       | 1,121,029       |
| Seville, Spain                        | Estadio de La Cartuja                     | 18,456 (100%)          | 22,000       | 1,200,000       |
| Barcelona, Spain                      | Parque de Can Zam / Rock Fest BCN         | 0                      | 40,000       | 0               |
| Nyon, Swiss                           | Plaine de L'Asse / Paleo Festival         | 0                      | 50,000       | 0               |
| Milan, Italy                          | Mediolanum Forum                          | 11,264 (100%)          | 15,000       | 810,798         |
| Roma, Italy                           | Capannelle Racecourse / Rock in Roma Fest | 0                      | 25,000       | 0               |
| Trieste, Italy                        | Piazza Unita d’Italia                     | 13,434 (100%)          | 15,000       | 912,790         |
| Split, Croatia                        | Spaladium Arena                           | 10,789 (100%)          | 13,000       | 600,000         |
| Bucharest, Romania                    | Piața Constituției                        | 21,767 (100%)          | 25,000       | 665,863         |
| Esch-sur-Alzette, Luxembourg          | Rockhal                                   | 5,790 (100%)           | 6,200        | 560,000         |
| Wacken, Germany                       | True Metal Stage / Wacken Open Air        | 0                      | 100,000      | 0               |
| Antwerp, Belgium                      | Sportpaleis                               | 19,844 (100%)          | 26,000       | 1,323,671       |
| Oberhausen, Germany                   | Konig-Pilsener Arena                      | 25,072 (100%)          | 32,000       | 1,464,082       |
| Frankfurt, Germany                    | Festhalle                                 | 23,389 (100%)          | 32,000       | 1,758,589       |
| Hamburg, Germany                      | Barclaycard Arena                         | 11,386 (100%)          | 16,000       | 877,694         |
| Nottingham, England                   | Motorpoint Arena                          | 8,439 (100%)           | 12,000       | 597,855         |
| Dublin, Ireland                       | 3Arena                                    | 13,567 (100%)          | 15,000       | 971,056         |
| Manchester, England                   | Manchester Arena                          | 14,898 (100%)          | 22,000       | 978,077         |
| Sheffield, England                    | Sheffield Arena                           | 12,566 (100%)          | 13,000       | 639,499         |
| Leeds, England                        | First Direct Arena                        | 12,345 (100%)          | 15,000       | 726,101         |
| Newcastle, England                    | Metro Radio Arena                         | 10,211 (100%)          | 13,000       | 719,483         |
| Glasgow, Scotland                     | SSE Hydro                                 | 12,369 (100%)          | 14,000       | 865,665         |
| Aberdeen, Scotland                    | GE Oil and Gas Arena                      | 8,765 (100%)           | 10,000       | 679,860         |
| Liverpool, England                    | Echo Arena                                | 10,447 (100%)          | 12,000       | 734,323         |
| Cardiff, Wales                        | Motorpoint Arena Cardiff                  | 6,785 (100%)           | 8,000        | 500,000         |
| Birmingham, England                   | Barclaycard Arena                         | 14,821 (100%)          | 16,000       | 1,052,078       |
| London, England                       | The O2 Arena                              | 34,427 (100%)          | 45,000       | 2,399,119       |
| Bristow, United States                | Jiffy Lube Live                           | 22,689 (100%)          | 26,000       | 1,022,485       |
| Philadelphia, United States           | Wells Fargo Center                        | 13,895 (100%)          | 20,000       | 1,193,673       |
| Newark, United States                 | Prudential Center                         | 11,457 (100%)          | 20,000       | 964,148         |
| Charlotte, United States              | PNC Music Pavilion                        | 18,331 (100%)          | 22,000       | 721,422         |
| Tampa, United States                  | Amalie Arena                              | 12,781 (100%)          | 20,000       | 988,221         |
| Nashville, United States              | Bridgestone Arena                         | 13,992 (100%)          | 20,000       | 763,209         |
| Tinley Park, United States            | Hollywood Casino Amphitheatre             | 17,898 (80%)           | 25,000       | 706,186         |
| Saint Paul, United States             | Xcel Energy Center                        | 15,825 (100%)          | 20,000       | 1,148,500       |
| Oklahoma City, United States          | Chesapeake Energy Arena                   | 6,789 (80%)            | 10,000       | 357,567         |
| Houston, United States                | Toyota Center                             | 11,433 (100%)          | 18,000       | 825,670         |
| Dallas, United States                 | American Airlines Center                  | 12,406 (100%)          | 20,000       | 871,044         |
| San Antonio, United States            | AT&T Center                               | 13,742 (100%)          | 20,000       | 904,778         |
| Albuquerque, United States            | Isleta Amphitheater                       | 15,387 (100%)          | 20,000       | 538,261         |
| Phoenix, United States                | Talking Stick Resort Arena                | 11,576 (100%)          | 20,000       | 838,216         |
| San Bernadino, United States          | Glen Helen Amphitheater                   | 23,363 (100%)          | 30,000       | 1,366,789       |
| Las Vegas, United States              | T-Mobile Arena                            | 10,566 (80%)           | 14,000       | 759,014         |
| Oakland, United States                | Oracle Arena                              | 13,413 (100%)          | 20,000       | 1,057,284       |
| Salt Lake City, United States         | USANA Amphitheatre                        | 14,618 (100%)          | 20,000       | 728,716         |
| Lincoln, United States                | Pinnacle Bank Arena                       | 7,856 (80%)            | 10,000       | 622,402         |
| Kansas City, United States            | Sprint Center                             | 8,915 (100%)           | 10,000       | 528,810         |
| St. Louis, United States              | Hollywood Casino Amphitheatre             | 12,123 (90%)           | 16,500       | 1,100,000       |
| Toronto, Canada                       | Budweiser Stage                           | 15,671 (100%)          | 20,000       | 789,569         |
| Quebec City, Canada                   | Centre Videotron                          | 13,687 (100%)          | 22,000       | 856,985         |
| Mansfield, United States              | Xfinity Center                            | 19,038 (100%)          | 25,000       | 873,512         |
| Brooklyn, United States               | Barclays Center                           | 23,438 (100%)          | 30,000       | 2,030,058       |
| SUMA (Indywidualne / Ogół): 104 / 117 | SUMA (Indywidualne / Ogół): 104 / 117     | 1.590.738 (99,2%)      | 2.790.832    | 106.291.253 USD |

* Dane dotyczą ostatecznej liczby uczestników w odniesieniu do maksymalnej pojemności obiektów z uwzględnieniem zaproszonych gości, wolontariuszy, darmowych uczestników imprez oraz posiadaczy biletów udostępnianych poza głównymi kanałami dystrybucji. W zależności od lokalizacji koncertu tzw. dane brutto mogą się znacznie różnić od wartości wyjściowych.